# 中里站 (庆尚南道)
中里站（：／ Jungni yeok */?）是位于韩国庆尚南道昌原市马山会原区内西邑的一座鐵路站，属于庆全线。

## 历史
- 1923年12月1日 - 落成使用[1]。

## 相鄰車站
韓國鐵道公社
慶全線
馬山－中里－咸安